# The Escapist
The Escapist (раніше відомий як Escapist Magazine) — американський відеоігровий вебсайт і онлайн-журнал.

## Історія
Вперше опублікований як щотижневий онлайн-журнал 12 липня 2005 року компанією Themis Media, The Escapist згодом перейшов до традиційного формату вебжурналістики. У 2018 році журнал Escapist запустив Volume Two, оновлений вебсайт у зв'язку з його придбанням компанією Enthusiast Gaming. Назва сайту повернулася до The Escapist у квітні 2020 року. Gamurs Group придбала сайт у вересні 2022 року. У листопаді 2023 року, після звільнення головного редактора Ніка Каландри, вся команда відеопродакшну компанії пішла у відставку і створила Second Wind.

## Нагороди
У травні 2008 року The Escapist отримав нагороду Webby Award та приз глядацьких симпатій 2008 року за найкращий вебсайт, присвячений відеоіграм. Цю нагороду The Escapist також виграв у 2009 році після тривалої боротьби за перемогу в голосуванні між членами The Escapist та сайтом GameSpot. У 2011 році The Escapist знову виграв три нагороди Webby Awards: «Найкращий сайт про ігри», «Найкращий сайт про ігри за версією People's Voice» та «Найкращий сайт про стиль життя за версією People's Voice». The Escapist також отримав нагороду Mashable Open Web Award за найкращий онлайн-журнал у 2009 році й був названий одним з 50 найкращих вебсайтів за версією журналу Time у 2011 році.